# St. Meinrad (Radolfzell)

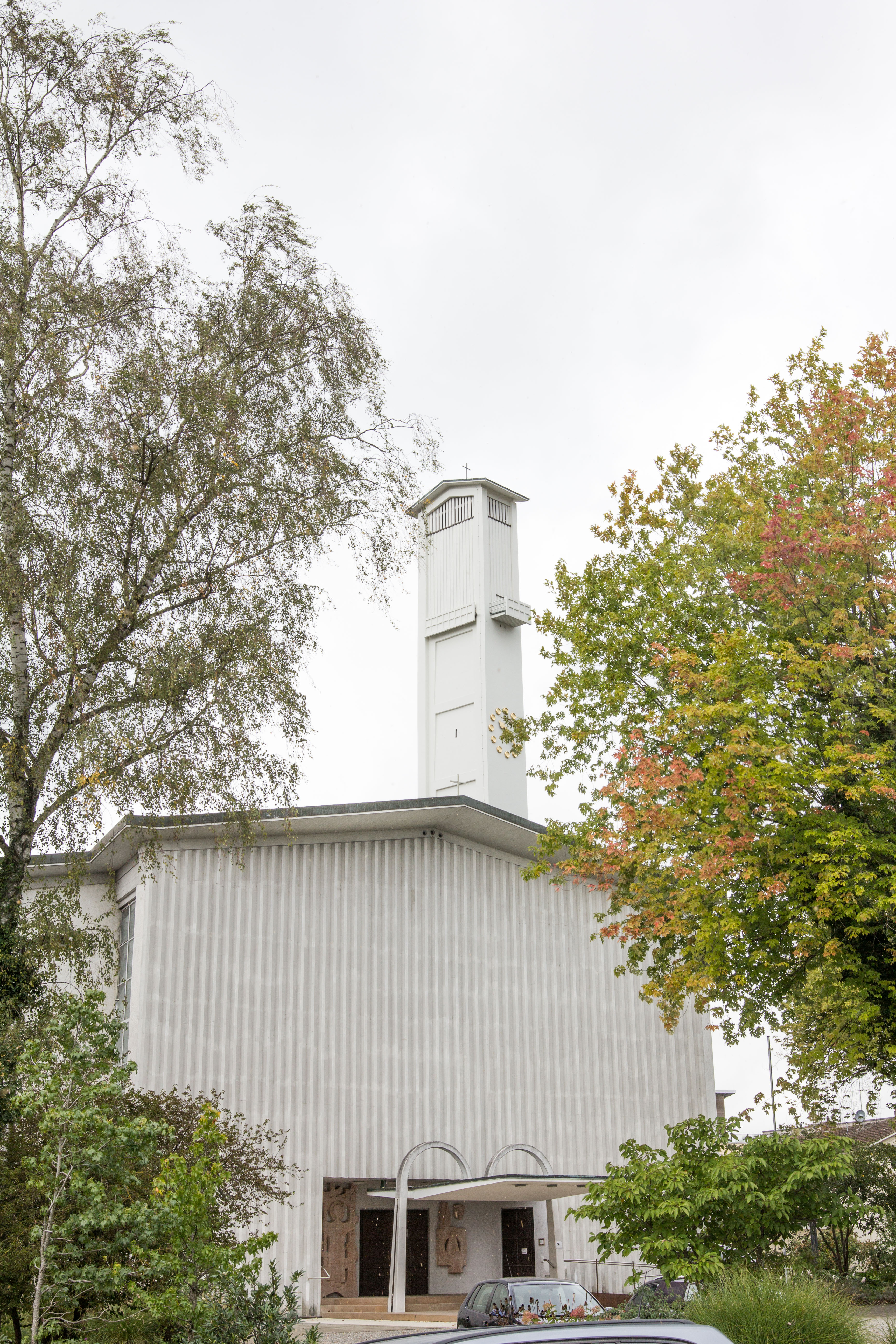
St. Meinrad in Radolfzell

Die Kirche St. Meinrad ist eine römisch-katholische Kirche in Radolfzell. Sie ist Sitz der gleichnamigen Pfarrgemeinde in der Seelsorgeeinheit St. Radolt Radolfzell, die zum Dekanat Konstanz der Erzdiözese Freiburg gehört.

## Geschichte
Auf Grund starken Zuwachses der Bevölkerung wurde 1938 die Kuratie St. Meinrad errichtet. Wegen des Zweiten Weltkriegs konnte ein Kirchenbau erst in den 1950er Jahren verwirklicht werden. Die Grundsteinlegung fand im Jahr 1957 statt. Die Kirchweihe erfolgte am 4. Oktober 1959 durch den Freiburger Erzbischof Hermann Schäufele. Am 1. August 1964 wurde St. Meinrad eine selbständige Pfarrei.

## Beschreibung

### Äußeres
Der von Osten nach Westen ausgerichtete Kirchenbau hat einen trapezförmigen Grundriss mit abgerundeten Ecken und halbrundem Chorraum im Westen; er ist mit einem flach geneigten Satteldach gedeckt. Der Kirchenraum bietet im Innern etwa 700 Personen Platz. Der schlanke, 48 Meter hohe Kirchturm aus Stahlbeton auf der Nordseite mit rechteckigem Grundriss ist nur durch die niedrige Sakristei mit dem Kirchengebäude verbunden und wirkt daher wie ein frei stehender Campanile.

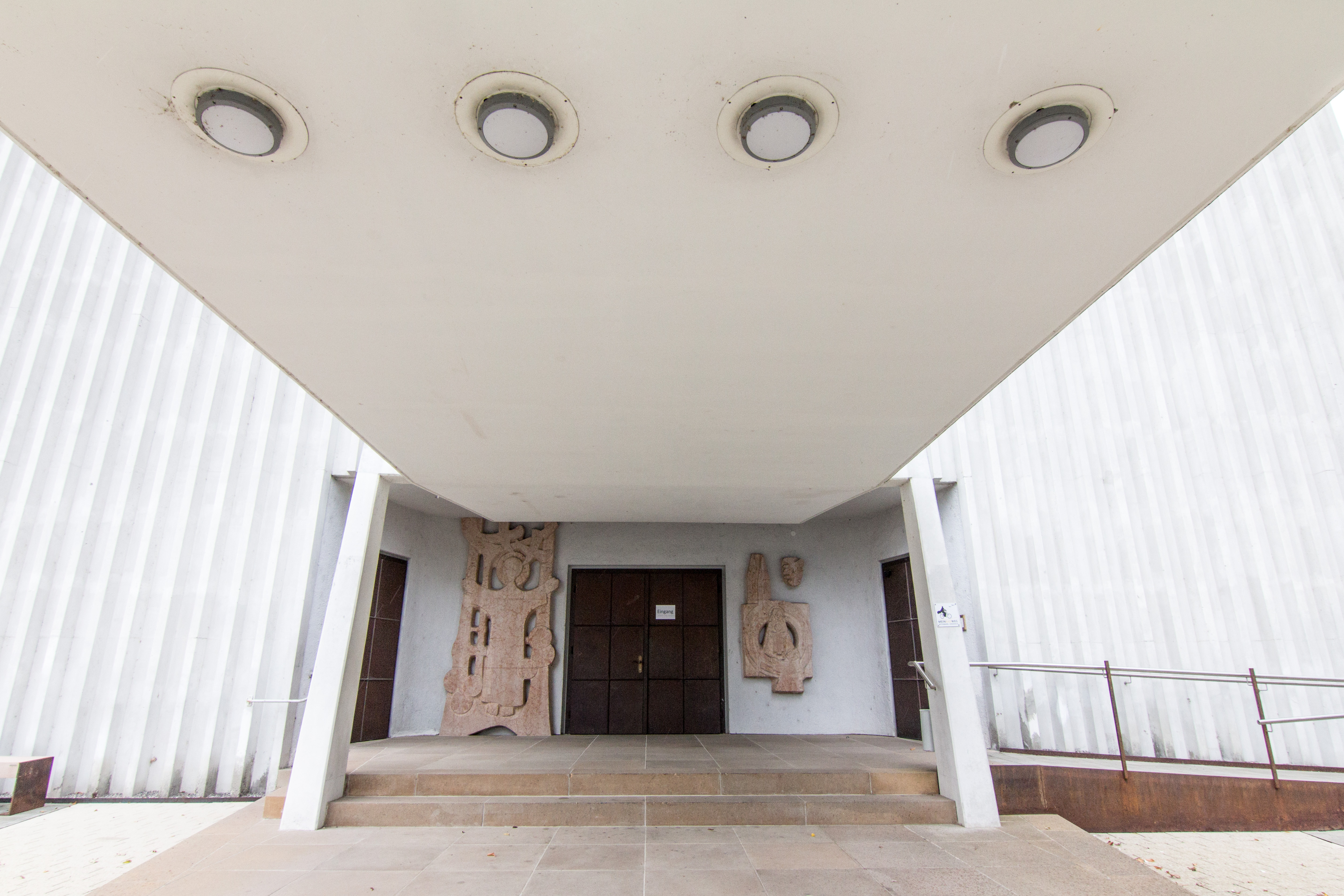
Eingangsbaldachin
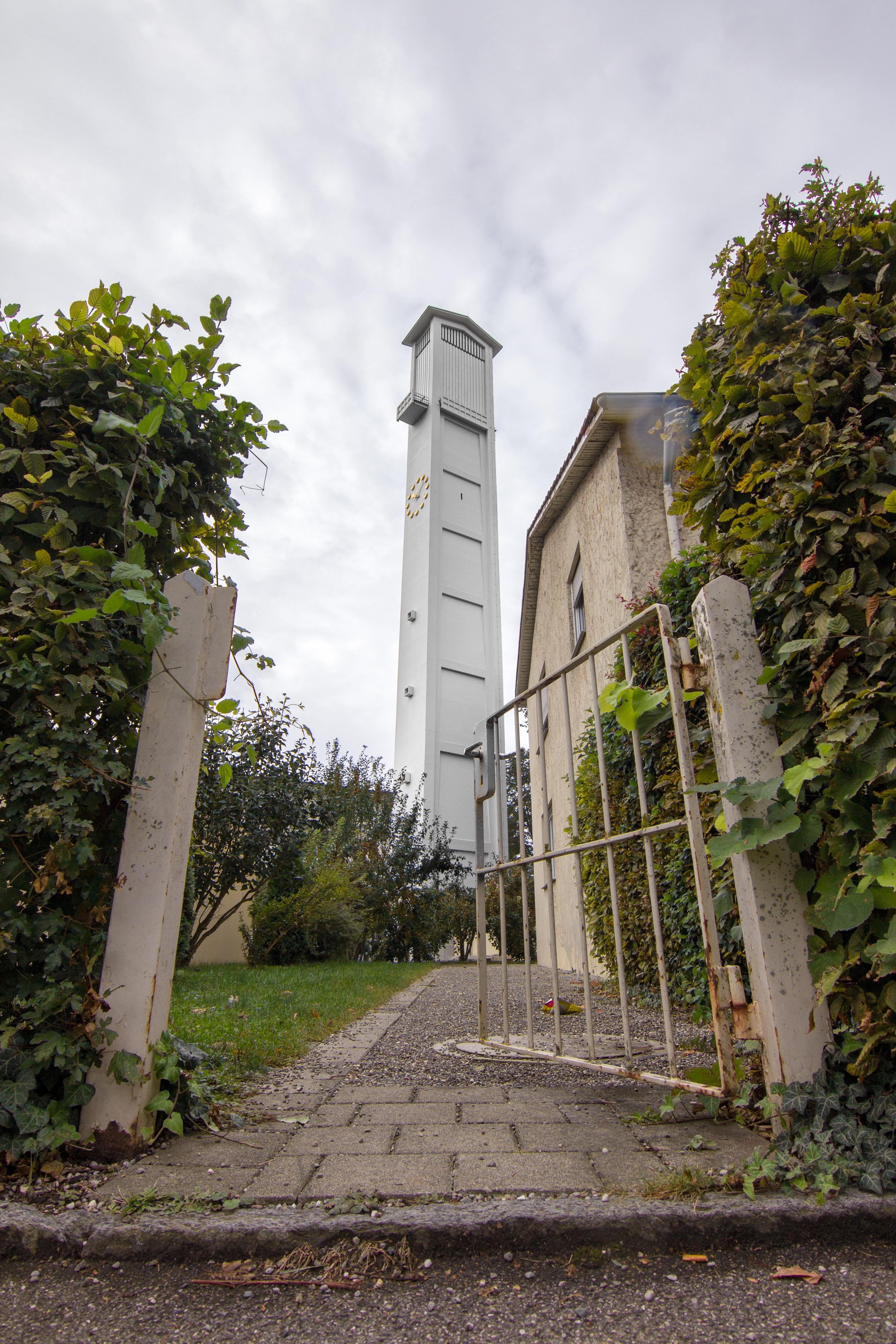
St. Meinrad, Kirchturm
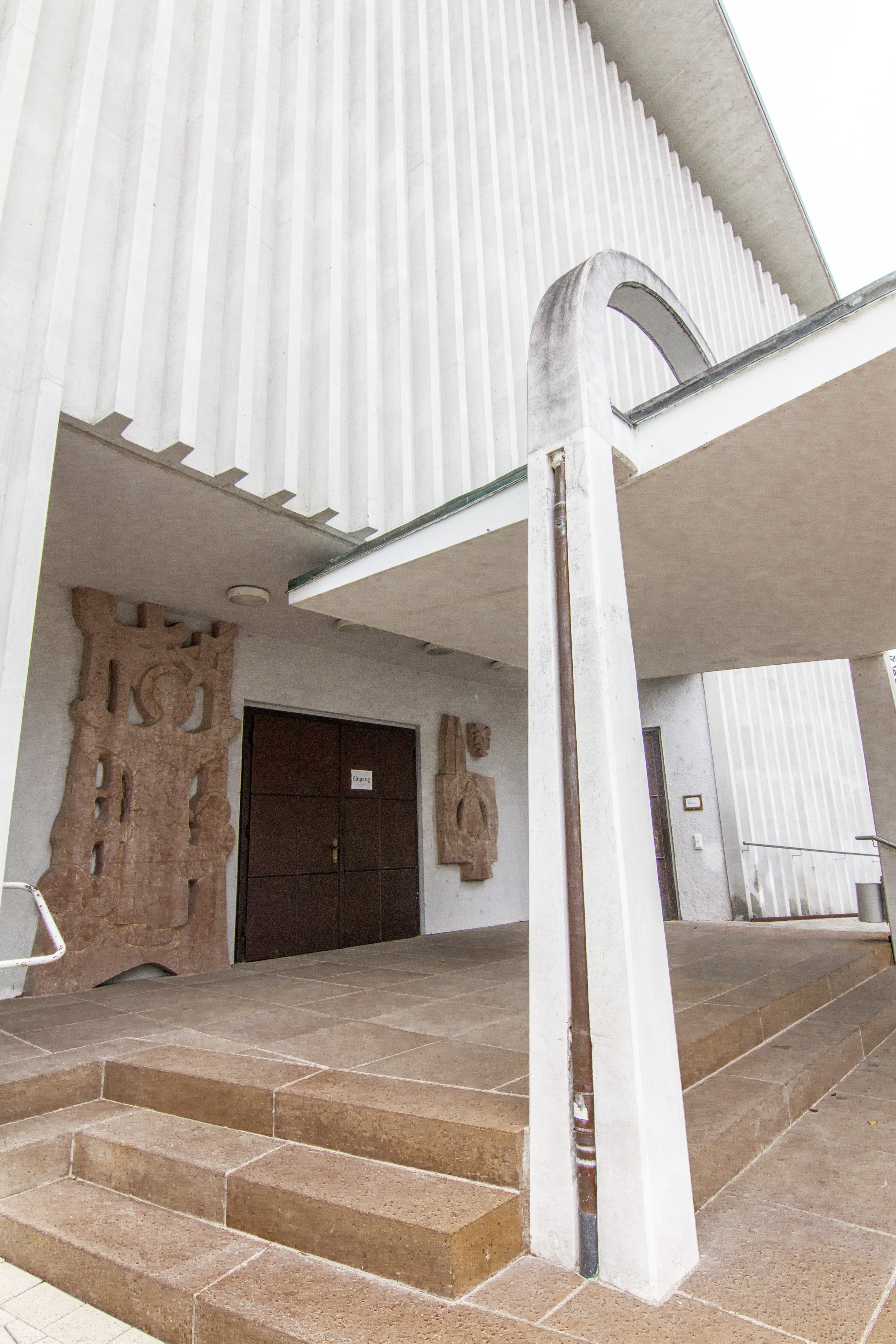
Eingang von der Seite
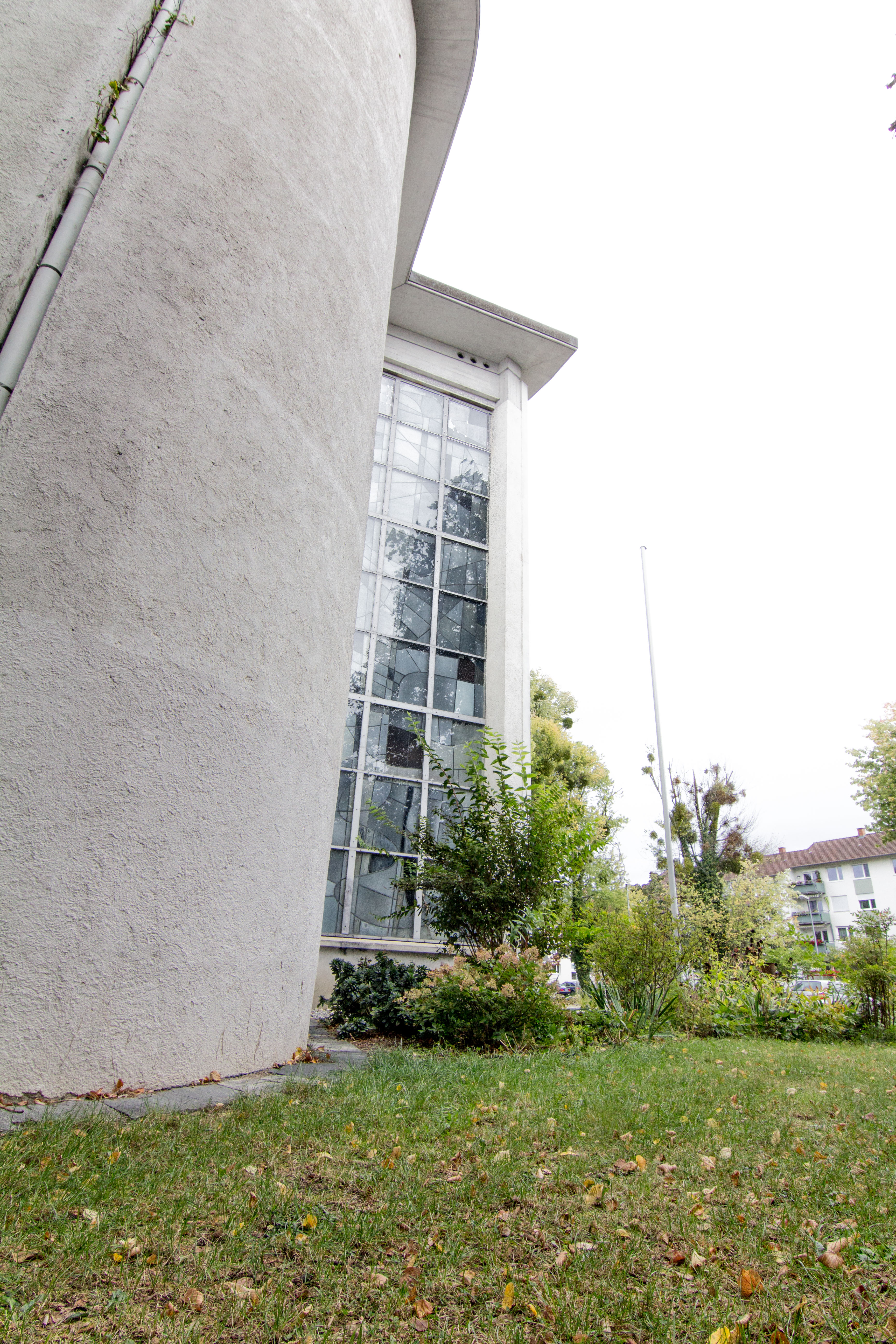
Fenster vorne
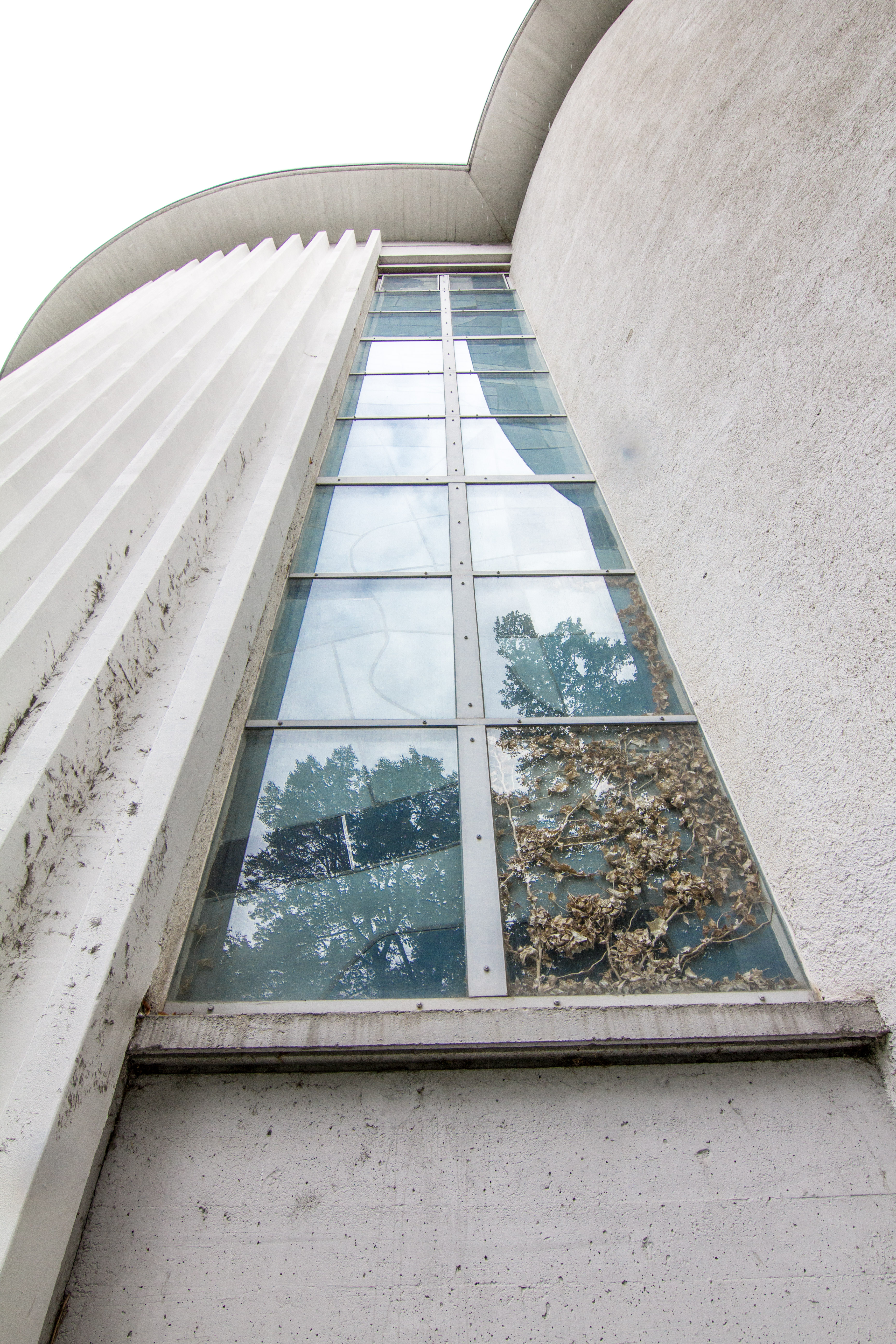
Gebäudedetail

Glocken
Im Turm befindet sich ein fünfstimmiges Glockengeläut aus Bronze, das 1962 von Friedrich Wilhelm Schilling in Heidelberg gegossen wurde. Die Tabelle zeigt die Daten der einzelnen Glocken im Überblick.
| Glocke | Name                 | Durchmesser | Gewicht | Schlagton |
| ------ | -------------------- | ----------- | ------- | --------- |
| 1      | Christkönigsglocke   | 1304 mm     | 1538 kg | es′+4     |
| 2      | Marienglocke         | 1224 mm     | 1243 kg | f′+4      |
| 3      | Meinradsglocke       | 1093 mm     | 0907 kg | g′+2      |
| 4      | Bernhardsglocke      | 1023 mm     | 0824 kg | b′+4      |
| 5      | Maria-Goretti-Glocke | 0893 mm     | 0551 kg | c″+4      |

In den Uhrschlag der Turmuhr, die über Zifferblätter auf zwei Seiten des Turms die Uhrzeit anzeigt, sind die Glocken 1 (Stundenschlag), 2, 3 und 4 (Viertelstundenschlag) einbezogen.
Im Jahr 2017 war eine Turmsanierung wegen Korrosionsschäden am Beton notwendig geworden. Bei dieser Gelegenheit wurde nach Aufforderung des erzbischöflichen Glockeninspektors auch der stählerne Glockenstuhl durch eine Konstruktion aus Holz ersetzt.

### Inneres
Im Innern finden sich große geschnitzte Skulpturen des Bildhauers Siegfried Fricker, unter anderem ein den Chorraum beherrschendes Kruzifix. Die abstrakten Glasfenster entwarf der Kunstmaler Beck aus Mimmenhausen (Salem).
Orgel
Auf der Empore über dem Eingangsbereich befindet sich seit 1960 eine Orgel mit 2772 Pfeifen der Orgelbaufirma E. Pfaff aus Überlingen. Sie verfügt über 38 Register auf drei Manualen und Pedal.